# Carl Sander
Carl Sander (Sondershausen, 4 oktober 1857 – Oslo, 10 maart 1935) was een Noors organist en componist.
Sander werd geboren in Sondershausen in Thüringen, Duitsland maar vertrok al vroeg naar Noorwegen. Hij schreef een aantal werken waarvan de Paaskehymne enige bekendheid kreeg. Er werd destijds flink reclame voor gemaakt. Wellicht speelde daarin mee dat Sander langdurig werkzaam was bij de muziekuitgeverijen Warmuth Musikforlag en haar opvolger (door fusie) Norske Musikforlag.
In Oslo huwde hij Thora Dahl en zij kregen een viertal kinderen. De oudste daarvan Ragnhild Sander werd een plaatselijk bekend organist en gaf ook lessen daarop.
Uitgaven:
De kennis over/van zijn muziek is bijna geheel verloren gegaan. Hij was betrokken bij:
- 1893: Vastlegging van enkele joiks in Nordisk Musik Tidende
- 1899: Vor Gud, han er så fast en borg, verschenen bij Zapffes Musikhandel, een bewerking
- 1901: Minder fra gamle dage, melodie, danse og marsche van Ida Thams bewerkte hij voor piano
- 1919: Sverdrups polar-marsch voor piano/orkest
- Sæterjentens Söndag van Ole Bull in een bewerking voor viool en piano
- Melodibok til sangbok for Norsk Speidergutt-Forbund samengesteld door Hans Møller Gasmann
- Jag takker dig av hjerte van Christian Cappelen, bewerkt voor sang met orgel of harmonium
- Paaskehymne op tekst van Peter Andreas Jensen voor zangstem en piano of orgel
  - uitvoering 21 maart 1915 door Else Nikitits Jørgensen met Wilhelm Buch (orgel) met een herhaling op 14 april 1918 door dezelfde uitvoerenden
  - opname door August Werder voor Victor[3]
- Konvolut, bestaande uit 41 brieven die hij tussen 1876 en 1911 met zijn zuster Marie Umbreit geboren Sander uitwisselde[4]